# Inwestycja
Inwestycja – w ujęciu ekonomicznym nakład gospodarczy poniesiony na utrzymanie, tworzenie lub zwiększanie kapitału (np. maszyn i urządzeń, budynków czy zapasów). Zgodnie z inną definicją inwestycja to wyrzeczenie się obecnych, pewnych korzyści na rzecz niepewnych korzyści w przyszłości.
Przeciwieństwem inwestycji jest konsumpcja.
W świetle art. 3 ust. 1 pkt 17 ustawy o rachunkowości poprzez inwestycje rozumie się aktywa posiadane przez jednostkę w celu osiągnięcia z nich korzyści ekonomicznych wynikających z przyrostu wartości tych aktywów, uzyskania przychodów w formie odsetek, dywidend (udziałów w zyskach) lub innych pożytków, w tym również z transakcji handlowej, a w szczególności aktywa finansowe oraz te nieruchomości i wartości niematerialne i prawne, które nie są użytkowane przez jednostkę, lecz są posiadane przez nią w celu osiągnięcia tych korzyści. W przypadku zakładów ubezpieczeń i zakładów reasekuracji przez inwestycje rozumie się lokaty.

## Rodzaje inwestycji
Ze względu na czas realizacji wyróżnia się:
1. inwestycje długoterminowe (ponad 1 rok),
2. inwestycje krótkoterminowe (do 1 roku).

Ze względu na cel wyróżnia się:
1. inwestycje odtworzeniowe,
2. inwestycje modernizacyjne,
3. inwestycje rozwojowe,
4. inwestycje strategiczne,
5. inwestycje interesu publicznego,
6. inwestycje dotyczące ustroju społecznego.

Ze względu na przedmiot inwestycji:
1. inwestycje rzeczowe,
2. inwestycje finansowe,
3. inwestycje w kapitał ludzki.

## Cechy inwestycji
Na podstawie definicji inwestycji można wyróżnić 4 główne cechy inwestycji:
- czas realizacji inwestycji,
- ponoszone nakłady na realizację danej inwestycji,
- oczekiwane korzyści z inwestycji,
- ryzyko realizacji inwestycji.

## Determinanty poziomu inwestycji
Przedsiębiorstwa podejmują decyzje inwestycyjne, opierając się na trzech czynnikach:
- przychody, których wielkość zależy bezpośrednio od popytu na określony produkt.
- koszty, których wyznacznikiem jest poziom stóp procentowych. Wyższa stopa procentowa oznacza wyższy koszt inwestycji przy finansowaniu zewnętrznym oraz wyższy koszt alternatywny (np. korzystne lokaty) w przypadku finansowania wewnętrznego.
- oczekiwania, czyli „stan zaufania” przedsiębiorcy do gospodarki. Przewidywana recesja zniechęca przedsiębiorców do inwestowania, przeciwnie oddziałuje ekspansja gospodarcza.